# Allium splendens
Allium splendens là một loài thực vật có hoa trong họ Amaryllidaceae. Loài này được Willd. ex Schult. & Schult.f. mô tả khoa học đầu tiên năm 1830.

## Hình ảnh

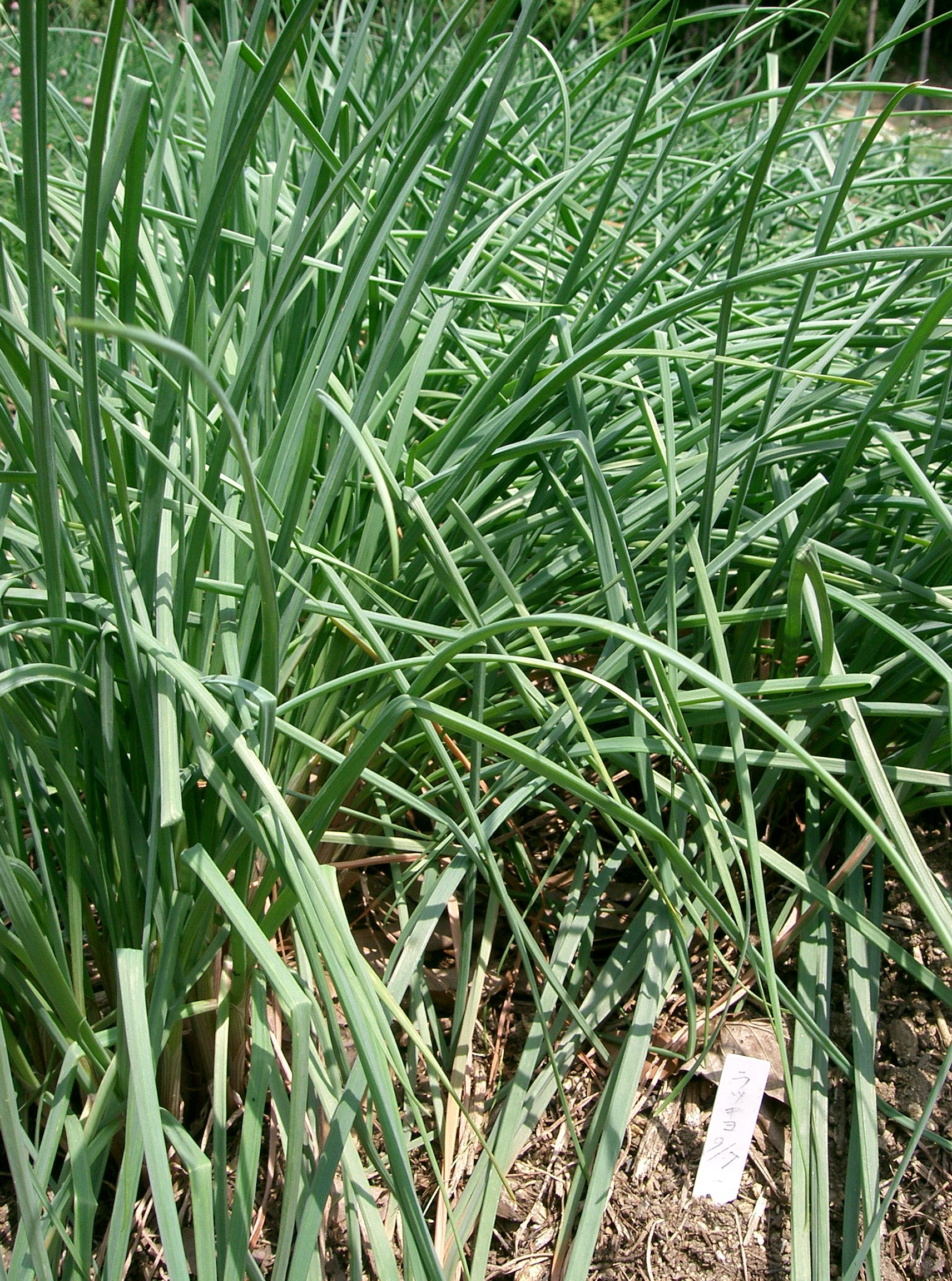